# Miguel Ángel Pantó
Miguel Ángel Pantó, noto in Italia anche come Michelangelo Pantò (Buenos Aires, 26 novembre 1912 – ...), è stato un calciatore argentino, di ruolo attaccante.

## Caratteristiche tecniche
Giocava come ala sinistra.

## Carriera
Dopo tre anni nel campionato argentino al San Lorenzo, nel 1939 passa al club italiano della Roma. Resta in giallorosso per sei stagioni, disputando 140 partite di campionato (130 nella Serie A a girone unico) e segnando 41 reti, aggiudicandosi lo scudetto nella stagione 1941-1942.

## Palmarès
- Campionato italiano: 1

Roma: 1941-1942